# Joshua Malina
Joshua Charles Malina (New York, 17 gennaio 1966) è un attore statunitense.
Deve la sua popolarità soprattutto ai ruoli di Will Bailey nel telefilm West Wing - Tutti gli uomini del Presidente e di Jeremy Goodwin nella serie tv Sports Night.

## Biografia
Joshua "Josh" Malina è nato a New York. I suoi genitori erano tra i fondatori della sinagoga del "Giovane Israele" di Scarsdale (New York). Suo padre era procuratore e produttore di Broadway. Ha conseguito il Bachelor of Arts in teatro all'Università di Yale.
Il suo debutto teatrale è avvenuto come attore sostituto nella produzione di Aaron Sorkin a Broadway chiamata A Few Good Men.

## Vita privata
Malina è sposato dal 1996 con la costumista Melissa Merwin; la coppia ha due figli, Isabel e Avi.

## Filmografia parziale

### Cinema
- Codice d'onore (A Few Good Men), regia di Rob Reiner (1992)
- Nel centro del mirino (In the Line of Fire), diretto da Wolfgang Petersen (1993)
- Vite separate (Separate Lives), regia di David Madden (1995)
- Il presidente - Una storia d'amore (The American President), regia di Rob Reiner (1995)
- Just Friends, regia di Maria Burton (1996)
- Bulworth - Il senatore (Bulworth), regia di Warren Beatty (1998)
- Kill the Man, regia di Tom Booker, Jon Kean (1999)
- Without Charlie, regia di Adam Rifkin (2001)
- Una hostess tra le nuvole (View from the Top), regia di Bruno Barreto (2003)
- The First Time, regia di Jon Kasdan (2012)
- Knights of Badassdom, regia di Joe Lynch (2012)
- L'eccezione alla regola (Rules Don't Apply), regia di Warren Beatty (2016)

### Televisione
- I viaggiatori (Sliders) – serie TV, 1 episodio (1996)
- Dalla Terra alla Luna (From the Earth to the Moon) – miniserie TV, 1 puntata (1998)
- Sports Night – serie TV, 45 episodi (1998–2000)
- West Wing - Tutti gli uomini del Presidente (The West Wing) – serie TV, 79 episodi (2002–2006)
- Stargate SG-1 – serie TV, 1 episodio (2007)
- Numb3rs – serie TV, 3 episodi (2006-2007)
- Big Shots – serie TV (2007-2008)
- Grey's Anatomy – serie TV, episodio 5x09 (2008)
- Terminator: The Sarah Connor Chronicles – serie TV, 1 episodio (2009)
- iCarly – serie TV, 1 episodio (2009)
- Psych – serie TV, episodio 4x08 (2009)
- Dr. House - Medical Division (House, M.D.) – serie TV, episodio 6x10 (2009)
- Bones – serie TV, episodio 5x14 (2010)
- CSI: Miami – serie TV, 1 episodio (2011)
- In Plain Sight – serie TV, 17 episodi (2009–2011)
- The Big Bang Theory – serie TV, 13 episodi (2011-2019)
- Scandal – serie TV, 124 episodi (2012-2018)
- Law & Order - Unità vittime speciali (Law & Order: Special Victims Unit) – serie TV, 1 episodio (2014)
- The Good Doctor – serie TV, episodio 3x04 (2019)
- FBI: Most Wanted – serie TV, episodio 1x10 (2020)
- Shameless – serie TV, 5 episodi (2020-2021)
- This Is Us – serie TV, episodio 5x07 (2021)
- The Rookie – serie TV, episodio 4x01 (2021)
- Inventing Anna – miniserie TV, puntata Il diavolo ha vestito Anna (2022)

## Doppiatori italiani
Nelle versioni in italiano delle opere in cui ha recitato, Joshua Malina è stato doppiato da:
- Luigi Ferraro in Big Shots, Private Practice
- Christian Iansante in Psych, The Good Doctor
- Mauro Gravina in Bones, The Big Bang Theory
- Vittorio De Angelis in Nel centro del mirino
- Marco Baroni in Sports Night
- Oreste Baldini in Una hostess tra le nuvole
- Gaetano Varcasia in West Wing - Tutti gli uomini del Presidente
- Marco Mete in CSI - Scena del crimine
- Marco Vivio in Grey's Anatomy
- Angelo Maggi in Dr. House - Medical Division
- Nanni Baldini in CSI: Miami
- Roberto Accornero in Scandal
- Paolo Marchese in Wet Hot American Summer: Ten Years Later
- Walter Rivetti in The Rookie
- Andrea Lavagnino in FBI: Most Wanted
- Davide Marzi in Inventing Anna